# 学院橋駅
学院橋駅（がくいんきょうえき）は、中華人民共和国北京市海淀区学院路と北四環中路の交差点に位置する北京地下鉄昌平線の駅である。

## 歴史
- 2023年2月4日：開業[1]。

## 駅構造
島式ホーム1面2線を有する地下駅。駅の六道口方には上下線をつなぐ片渡り線が設置されている。

### のりば
案内上ののりば番号は設定されていない。
| 路線     | 方向 | 行先                   |
| -------- | ---- | ---------------------- |
| ■ 昌平線 | 北行 | 清河駅・昌平西山口方面 |
| ■ 昌平線 | 南行 | 薊門橋方面             |

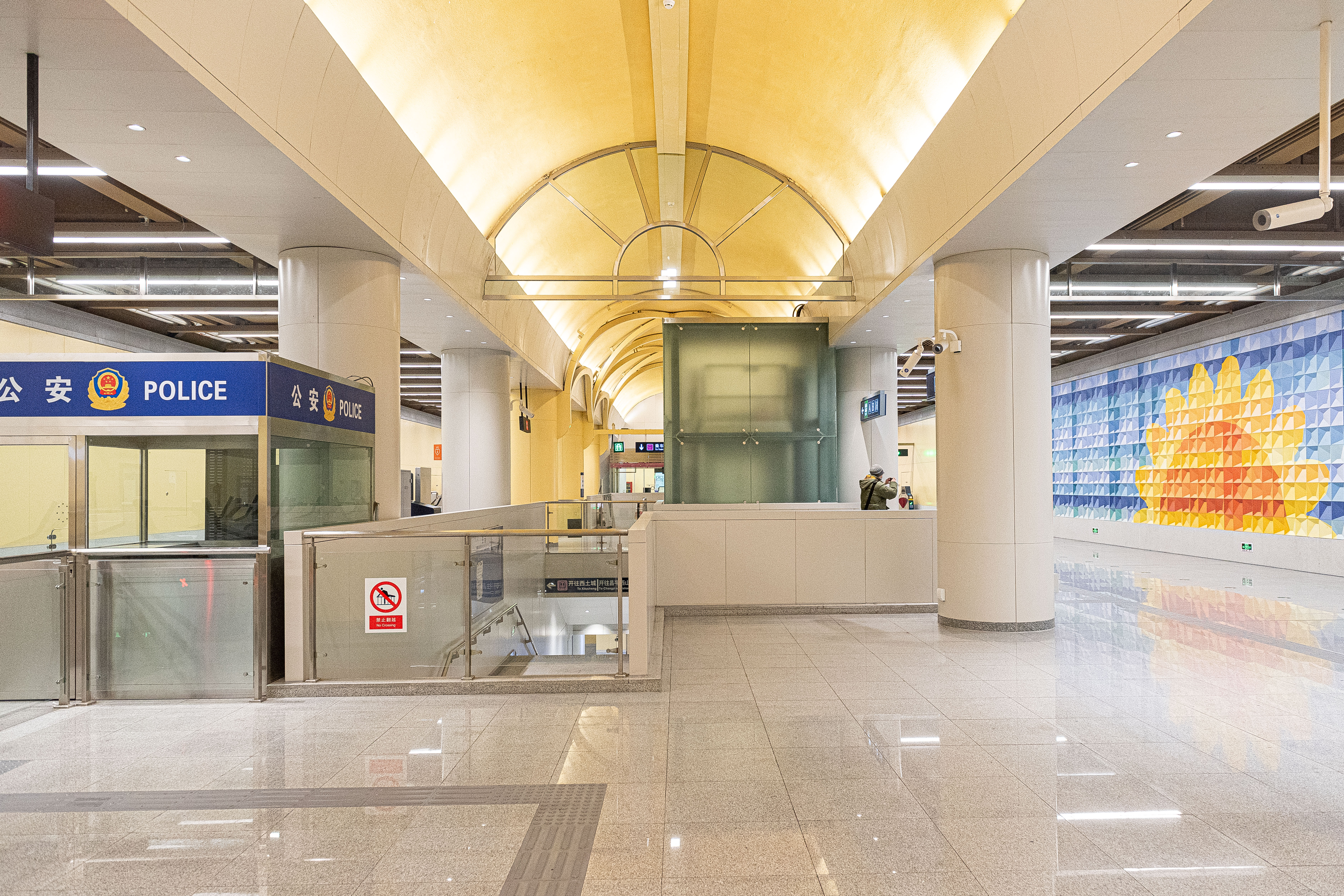
コンコース
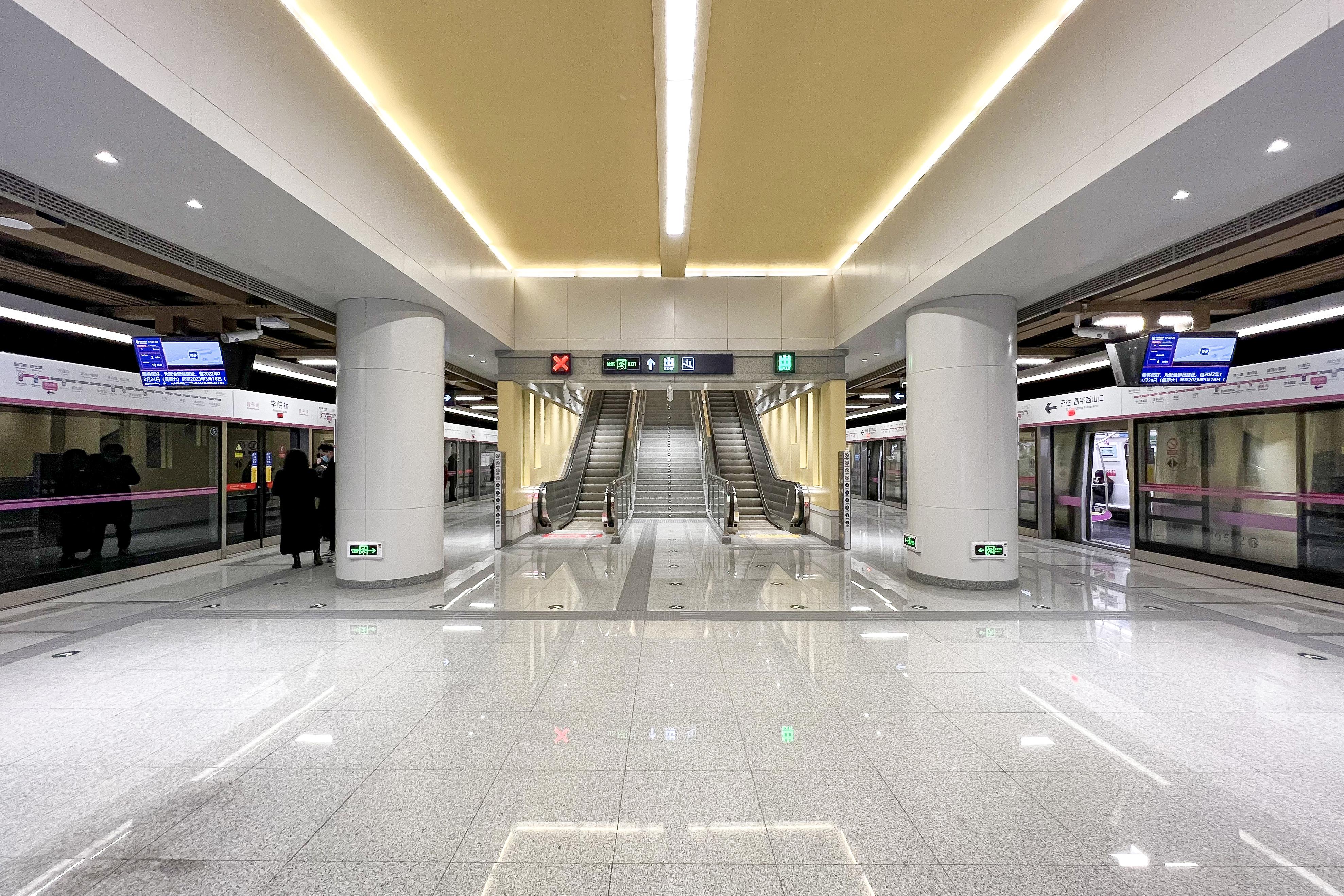
ホーム

## 駅周辺
- 中国地質大学 (北京)
- 北京科技大学
- 北京大学（学院路キャンパス）
- 北京航空航天大学（学院路キャンパス）

## 隣の駅
北京地下鉄
■ 昌平線
六道口駅 - 学院橋駅 - 西土城駅